# Arne Friedrich
Arne Friedrich (født 29. maj 1979 i Bad Oeynhausen, Vesttyskland) er en tidligere tysk fodboldspiller, der senest spillede for Chicago Fire. Han kom til klubben i 2012 og stoppede karrieren i klubben i 2013. Tidligere har han spillet for SC Verl, Arminia Bielefeld, Hertha Berlin og VfL Wolfsburg.

## Landshold
Friedrich spillede desuden for Tysklands fodboldlandshold, som han blandt andet repræsenterede ved EM i 2004, VM i fodbold 2006, 2008 og VM i 2010. Han spillede sin første landskamp den 21. oktober 2002 i en kamp mod Bulgarien.